# Герб Хуана Карлоса I

Личный герб Хуана Карлоса I как короля Испании (1975—2014) и с 2014 по настоящее время

Личный герб Хуана Карлоса де Бурбона (исп. Escudo de armas del rey Juan Carlos de Borbón) — личный герб короля Испании Хуана Карлоса I, занимавшего испанский трон в период с 1975 по 2014 годы и оставленный ему в пожизненное пользование.

## История
В 1947 году каудильо Франко провозгласил реставрацию монархии, но не позволил занять престол претенденту — Хуану, графу Барселонскому, а предусмотрел впоследствии передачу короны после своей смерти сыну графа Барселонского, Хуану Карлосу. В 1969 году Франко назначил Хуана Карлоса I своим «преемником главы испанского государства с титулом короля», но дал ему новый титул принца Испании, поскольку не обладал полномочиями присвоить ему традиционный для наследников испанского престола титул принца Астурийского. С 1971 по 1975 год Хуан Карлос, как принц Испании, использовал герб, который был практически идентичен тому, который был принят, когда он стал королем в 1975 году. Отличие заключалось в том, что в версии герба 1971 года фигурировала геральдическая корона наследного принца Испании, которая имеет четыре полусферы, из которых три видны (геральдическая корона монарха Испании имеет восемь полусфер, из которых пять видны).

Личный герб, использовавшийся Хуаном Карлосом как принцем Испании (1971—1975)

После отречения Хуана Карлоса I от престола в 2014 году было решено, что бывший монарх будет иметь право пожизненного использования почётного титула короля, включая обращение «Ваше величество» и почестей, аналогичных статусу наследного принца, а также будет продолжать использовать свой личный штандарт и герб, которые он использовал во время своего царствования.
Герб и штандарт дона Хуана Карлоса де Бурбона и Бурбона.
Его Величество Дон Хуан Карлос де Бурбон и Бурбон будет продолжать использовать герб и штандарт, которые он использовал до своего отречения  от престола, поскольку они описаны в правилах 1 и 2 раздела II Положения о гербах,штандартах, знаках отличия и другой символике, до его изменения настоящим королевским указом. Единственное временное положение Королевского указа 527/2014.
После вступления на престол в 2014 году Филиппа VI рисунок его личного герба был изменён, в частности, убраны изображения креста Бургундии, ярма и стрел.